# 新潟市白根野球場
新潟市白根野球場（にいがたししろねやきゅうじょう）は新潟市南区の野球場である。
元々は白根市が整備・計画する予定の球場であったが、白根市が新潟市と合併編入（2005年3月21日）するのに伴い、旧白根市の計画を新潟市が引き継ぐ形での合併建設計画として立案したものである。
当初計画では2011年度の竣工を予定していたが、2009年に球場建設用地で行った地質調査をした際、地盤が軟弱だったことからそれを整備する必要があるとして、建設が1年以上延長され、2013年4月に竣工した。

## 施設概要
- 両翼98m　中堅122m
- 収容人員　1600人（ネット裏（座席）、1・3塁側（芝生席）800人ずつ　外野席なし）
- 照明塔有
- スコアボード　開場当時から1塁側ベンチ脇に黒板式のものがあるが、ボールカウンター、選手表記は設置されていない。これに2021年から、新潟市小針野球場（2021年3月用途廃止）で使用されていた、磁器反転型（チーム名のみパネル式）のボードが右中間に設置された[2]。
- 硬式野球も使用できるが、主に軟式に使用されることを目的に設計されている。そのため、高校野球は全国高等学校野球選手権新潟大会では使われず、主に春季・秋季の県大会の予選に使われる程度で、他は少年野球（リトルリーグ、リトルシニア、軟式野球）や、ソフトボールの試合などである。またNPB（プロ野球）はもとより、独立リーグ（セミプロ）のBCリーグ（新潟アルビレックスベースボールクラブ）の試合にも使われたことはない。

## 主な使用用途
- 新潟県高等学校野球連盟主催公式戦（春季・秋季県大会）
- 地区の軟式野球・ソフトボールの大会など